# Poecilolycia vittata
Poecilolycia vittata är en tvåvingeart som först beskrevs av Walker 1849.  Poecilolycia vittata ingår i släktet Poecilolycia, och familjen lövflugor. Enligt den finländska rödlistan är arten nära hotad i Finland. Arten har ej påträffats i Sverige. Artens livsmiljö är fuktiga lundar.